# Sværd (jolle)
Sværd er et andet ord for sænkekøl, dvs en køl der kan sættes ned og trækkes op igen.  Et sværd er en lodret plade, der mindsker bådens afdrift. Sværdet hjælper altså med at få båden til at sejle lige ud. Den sidder i midten under jollen. Uden et sværd ville båden drive sidelæns og ville ikke kunne få megen fremdrift, med mindre der sejles plat læns, dvs. med vinden ind ret agter. Fidusen med at kunne trække kølen op, er at skibet kan gå ind på lavt vand, eller at jollen kan sættes på en trailer uden at skrabe asfalten på vejen.
| Vandsport/vandtransport | Spire Denne vandsports- eller vandtransportsartikel er en spire som bør udbygges. Du er velkommen til at hjælpe Wikipedia ved at udvide den. |